# Список серий аниме Cardcaptor Sakura
Cardcaptor Sakura — 70-серийное аниме, созданное студией Madhouse на основе оригинальной манги и разделённое на 3 сезона, было показано по японскому телевидению. Показ первого сезона, состоящего из 35 серий, проходил с 7 апреля по 29 декабря 1998 года. Второй сезон, содержащий всего 11 серий, демонстрировался между 6 апреля и 22 июня 1999 года. Третий сезон, содержащий 24 серий, показывался с 7 сентября 1999 года по 21 марта 2000 года. Группа CLAMP принимала активное участие в создании аниме-адаптации своего произведения; Нанасэ Окава участвовала в составлении сценария аниме, Мокона наблюдала за созданием костюмов и дизайна Карт Клоу. Сериал также транслировался за пределами Японии по спутниковому каналу Animax и позже распространился среди соответствующих телесетей по всему миру. В конце 90-х годов сериал был выпущен компанией Bandai Visual на видеокассетах, лазерных дисках, и DVD-дисках.

## Сезон 1
| 01 | Сакура и загадочная волшебная книга «Сакура то фусигина махо но хон» (さくらと不思議な魔法の本)     | Windy (Ветер), Fly (Полёт)          | Windy, Fly                 | 7 апреля 1998 года    |
| Сакуре Киномото снится сон: девочка, стоящая на крыше дома возле Токийской Телебашни. Вернувшись домой со школы, Сакура слышит звук из подвала. Она находит светящуюся книгу и открывает её; там лежит колода из 52 карт. Когда она случайно активирует карту Windy, другие карты улетают из дома. Из книги появляется Керберос и назначает Сакуру «Ловцом Карт» и дает ей Жезл Печати. Сакура ловит карту Fly, но категорически настаивает на том, что она не хочет выполнять такую работу. Тем не менее, она проявляет быстроту мышления, значительную волшебную силу, и явно радуется, когда впервые летает верхом на прирученной карте Fly.  | |                                     |                            |                       |
| 02 | Замечательный друг Сакуры «Сакура но сутэкина отомодати» (さくらのすてきなお友達)                   | Shadow (Тень)                       | Fly, Windy                 | 14 апреля 1998 года   |
| Томоё знакомится с Керберосом после того, как она узнаёт тайну Сакуры. Керберос рассказывает ей о разлетевшихся картах Клоу и назначении Сакуры Ловцом Карт. Он получает прозвище «Керо», которым его будут называть на протяжении всей истории. Придя в школу на следующий день, ученики обнаружили, что школьные столы и оборудование сложены в огромные горы. Керо считает, что это была работа Карты Клоу. Ночью Сакура идёт с Керо и Томоё в школу, где она противостоит Карте Shadow. Используя связывающие способности карты Windy, Сакура запечатывает карту Shadow. Благодаря поддержке Томоё Сакура наконец принимает роль Ловца Карт. | |                                     |                            |                       |
| 03 | Первое свидание Сакуры «Сакура но токидоки хацу дэто» (さくらのドキドキ初デート)                    | Watery (Вода)                       | Fly, Windy                 | 21 апреля 1998 года   |
| Класс Сакуры идёт на экскурсию в аквариум, где начинают происходить странные вещи - во время выступления пингвинов кто-то невидимый пытается затащить одну из служащих под воду. Позже Юкито приглашает Сакуру туда же, и в это время один из аквариумов разбивается, вызвав потоп. Выясняется, что причиной всему была карта Watery. | |                                     |                            |                       |
| 04 | Изнурительное воскресенье Сакуры «Сакура но кутакута нитиёби» (さくらのくたくた日曜日)              | Rain (Дождь), Wood (Дерево)         | Watery                     | 28 апреля 1998 года   |
| Во время уборки Сакуре несказанно везёт - она находит сразу две карты, Wood и Rain, находящиеся в запечатанной форме. Вот только их не стоило оставлять без присмотра... | |                                     |                            |                       |
| 05 | Сакура, панда и милый магазинчик «Сакура то панда то каваии омисэ» (さくらとパンダとかわいいお店)   | Jump (Прыжок)                       | Wood, Fly                  | 5 мая 1998 года       |
| Сакура знакомится с Маки Мацумото, открывшей магазин плюшевых игрушек Twin Bells. Тихару, одна из одноклассниц Сакуры, покупает там игрушку-панду, но та вскоре исчезает, снова оказавшись в магазине. Маки уже хочет закрыть его, но Сакура, Томоё и Керо не допускают этого, запечатав устроившую беспорядок карту Jump. | |                                     |                            |                       |
| 06 | Сакура и воспоминания о маме «Сакура то окасан но омойдэ» (さくらとおかあさんの思い出)              | Illusion (Иллюзия)                  | Fly                        | 12 мая 1998 года      |
| Наоко, одноклассница Сакуры, рассказывает о том, что видела в парке нечто ужасное. После уроков Сакура, Томоё, Тихару, Наоко и Рика отправляются туда, но в итоге оказывается, что все видят разные вещи - и необязательно страшные. | |                                     |                            |                       |
| 07 | Первая проблема Сакуры с вором?! «Сакура но кайто хацу тёсэн?!» (さくらの怪盗初挑戦!?)              | Silent (Тишина)                     | Shadow                     | 19 мая 1998 года      |
| Во время урока рисования, проведённого в музее, Сакура обнаруживает, что никого не слышит. Керо сразу вычисляет, что это было вызвано картой Silent. Ночью Сакура, Томоё и Керо возвращаются в музей, чтобы запечатать её, но оказывается, что эта карта не подпускает к себе всё, что издаёт хоть малейший звук. | |                                     |                            |                       |
| 08 | У Сакуры появляется соперник! «Сакура но райбару, тодзё!» (さくらのライバル、登場!)                 | Thunder (Гром)                      | Shadow, Fly, Jump          | 2 июня 1998 года      |
| Сакуре снится сон, в котором участвует мальчик в китайской одежде. На следующий же день в её классе появляется ученик по обмену из Гонконга, Ли Сяоран, который, как оказывается, также владеет магией (мало того, требует от Сакуры, чтобы она отдала ему все пойманные карты). Позже в этот же день он показывает, на что способен, во время совместной ловли карты Thunder. | |                                     |                            |                       |
| 09 | Сакура и таинственная брошка «Сакура то фусигина буроти» (さくらとふしぎなブローチ)                 | Sword (Меч)                         | Illusion, Jump             | 9 июня 1998 года      |
| Сакура считает, что недостойна быть ловцом карт. Чтобы её развлечь, Томоё и Рика идут с ней в магазин, где покупают три брошки. Но одна из этих брошек оказывается совсем не украшением, а картой Sword. | |                                     |                            |                       |
| 10 | Сакура, турнир и цветы «Сакура то хана но ундокай» (さくらと花の運動会)                             | Flower (Цветы)                      | Fly, Flower                | 16 июня 1998 года     |
| В школе Сакуры проводится спортивный турнир, в котором участвуют также родители учеников. А во время того, как папа Сакуры Фудзитака и мама Томоё Сономи участвуют в соревнованиях по бегу, неожиданно начинается дождь из лепестков цветов. | |                                     |                            |                       |
| 11 | Сакура, Томоё и огромный дом «Сакура то Томоё то оокина оути» (さくらと知世と大きなお家)            | Shield (Щит)                        | Sword                      | 23 июня 1998 года     |
| Томоё впервые приглашает Сакуру домой. Во время визита она показывает Сакуре шкатулку, в которой лежит что-то "очень особенное" и которую не открыть из-за того, что на неё подействовала карта Shield, "защищающая всё самое дорогое". | |                                     |                            |                       |
| 12 | Бесконечный день Сакуры «Сакура то оваранай итинити» (さくらの終わらない一日)                       | Time (Время)                        | Fly,Shield                 | 30 июня 1998 года     |
| Сакура очень переживает из-за того, что не показала себя с лучшей стороны на контрольной по музыке. Но, проснувшись на следующий день, она обнаруживает, что вчерашний день начался сначала, причём замечают это только те, кто владеет магией (то есть она сама, Керо и Ли). Оказывается, что на самых больших часах города хозяйничает карта Time, способная раз в сутки запускать день сначала и менять течение времени. | |                                     |                            |                       |
| 13 | Сакура против слоновьей мощи «Сакура то дзо тикара курабэ» (さくらとゾウの力くらべ)                 | Power (Сила)                        | Time, Windy, Jump          | 7 июля 1998 года      |
| Класс Сакуры отправляется в зоопарк наблюдать за животными. Через некоторое время клетки с ними попросту разламывает на куски, вызывая хаос, который удаётся завершить, только устроив с картой Power, устроившей его, соревнование по перетягиванию каната. | |                                     |                            |                       |
| 14 | Сакура, Тоя и Золушка «Сакура то Тоя то Синдирэра» (さくらと桃矢とシンデレラ)                       | Mist (Туман)                        | Shadow                     | 14 июля 1998 года     |
| Класс Тои ставит спектакль "Золушка", где Тоя играет главную роль. Но во время действия странный зелёный туман едва не разрушает сцену. | |                                     |                            |                       |
| 15 | Большая ссора Сакуры и Кэро «Сакура то Кэро но оогэнка» (さくらとケロの大げんか)                    | Storm (Гроза), Float (Парение)      | Fly, Wood                  | 21 июля 1998 года     |
| После ссоры с Сакурой (возникшей из-за того, что она не смогла самостоятельно обуздать карту Storm) Керо, объевшись конфет с коньяком, неожиданно для самого себя просыпается в доме маленькой девочки Акане, мечтающей научиться летать, чтобы "попасть на небо к папе". И её желание, кажется, исполняется... | |                                     |                            |                       |
| 16 | Сакура и радуга воспоминаний «Сакура то омойдэ но нидзи» (さくらと思い出の虹)                       | —                                   | Rain                       | 4 августа 1998 года   |
| Семья Сакуры вместе с Юкито выезжают за город, где Сакура знакомится с пожилым хозяином особняка поблизости от домика, который они арендуют. | |                                     |                            |                       |
| 17 | Сакура и тест на храбрость «Сакура но коваи кимодамэси» (さくらのこわーいきもだめし)                | Erase (Ластик)                      | Float                      | 11 августа 1998 года  |
| Во время поездки в летний лагерь одноклассники Сакуры начинают попросту исчезать. Сакура и Ли (несмотря на страх первой перед темнотой) решают пойти ночью в пещеру, чтобы выяснить, что происходит. | |                                     |                            |                       |
| 18 | Сакура, Юкито и летний фестиваль «Сакура то Юкито то нацумацури» (さくらと雪兎と夏祭り)             | Glow (Мерцание)                     | —                          | 18 августа 1998 года  |
| Во время летнего фестиваля начинает происходить что-то безобидное, но странное - с верхушек деревьев падают крошечные мерцающие огоньки. | |                                     |                            |                       |
| 19 | Сакура и домашнее задание на лето «Сакура то нацуясуми но сюкудай» (さくらと夏休みの宿題)           | Move (Перемещение)                  | —                          | 1 сентября 1998 года  |
| В последний день лета Сакура наконец-то решает сделать домашнее задание, в частности прочитать книжку. Только вот добраться до этой книжки оказывается не так-то просто - она всё время перемещается в другое место. | |                                     |                            |                       |
| 20 | Сакура и битва с новенькой «Сакура то татакау тэнкосэй» (さくらとたたかう転校生)                    | Fight (Борьба)                      | Power                      | 8 сентября 1998 года  |
| В классе Сакуры появляется новенькая - Ли Мэйлин, двоюродная сестра Сяорана, считающая Сакуру соперницей в своих отношениях с Сяораном. А в это же время в парке объявляется незнакомка, которая бросает вызов всем подряд мастерам боевых искусств - и побеждает одного за другим. | |                                     |                            |                       |
| 21 | Сакура и длинный-предлинный марафон «Сакура но нагаи марасон тайкай» (さくらのながーいマラソン大会) | Loop (Цикл)                         | Sword                      | 16 сентября 1998 года |
| В школе проводится забег на длинную дистанцию, во время которого ученики бегут по определённому маршруту в городе. Через некоторое время оказывается, что Сакура, Ли и Мэйлин попали в ловушку из-за карты Loop, закрутившей путь в петлю. | |                                     |                            |                       |
| 22 | Сакура и добрый папа «Сакура то ясасии отосан» (さくらとやさしいお父さん)                           | Sleep (Сон)                         | Windy, Jump                | 23 сентября 1998 года |
| Папа Сакуры готовит важную лекцию в университете. Сакура и Тоя, решив помочь ему, на следующий день приходят к нему на работу и обнаруживают, что все в университете - и студенты, и преподаватели - заснули. | |                                     |                            |                       |
| 23 | Сакура, Томоё и красивая песня «Сакура то Томоё то сутэкина ута» (さくらと知世とすてきな歌)         | Song (Песня)                        | Song                       | 30 сентября 1998 года |
| В школе объявляется "привидение", которое после десяти вечера начинает петь. Несмотря на страх Сакуры перед призраками, она вместе с Керо и Томоё (попутно столкнувшись с Ли и Мэйлин) отправляется ночью в школу. | |                                     |                            |                       |
| 24 | Большое приключение маленькой Сакуры «Сакура но тиисана ообокэн» (さくらの小さな大冒険)             | Little (Уменьшение)                 | Little                     | 6 октября 1998 года   |
| Томоё приходит к Сакуре в гости и устраивает ей примерку новых нарядов. И всё бы хорошо, если бы Сакура не попала под действие карты Little, уменьшившей её - и не только её саму, но и её магические способности. | |                                     |                            |                       |
| 25 | Сакура и ещё одна Сакура «Сакура то мо хитори но Сакура» (さくらともう一人のさくら)                 | Mirror (Зеркало)                    | Fly, Watery, Wind          | 13 октября 1998 года  |
| Одноклассницы Сакуры утверждают, что видели её в местах, где её в это время и близко не было. После гадания на картах Клоу выясняется, что у Карты, замешанной в этом, есть нечто общее с картами Illusion, Watery и Shadow, а поймать её не так-то просто - другие карты на неё не действуют. | |                                     |                            |                       |
| 26 | Сакура и замечательная учительница «Сакура то сутэкина сэнсэй» (さくらとすてきな先生)               | Maze (Лабиринт)                     | Sword, Fly                 | 20 октября 1998 года  |
| По дороге в школу Сакура встречается с женщиной, впоследствии оказавшейся её новой учительницей по математике, мисс Мидзуки. А уже после занятий Сакура, Томоё, Ли и Мэйлин неожиданно оказываются в гигантском лабиринте, который невозможно разрушить изнутри - или возможно? | |                                     |                            |                       |
| 27 | Сакура и храм воспоминаний «Сакура то омойдэ но дзиндзя» (さくらと思い出の神社)                     | Return (Возвращение)                | Jump, Time                 | 27 октября 1998 года  |
| Керо обнаруживает, что вокруг храма, в котором часто можно найти мисс Мидзуки, находится сильная магическая аура. Отправившись туда, Сакура попадает под действие карты Return и оказывается в прошлом, подтверждающем многое, сказанное ранее о её брате и мисс Мидзуки. | |                                     |                            |                       |
| 28 | Сакура и карты удачи «Сакура то омадзинай кадо» (さくらとおまじないカード)                          | Shot (Выстрел)                      | Fly, Mirror, Shield        | 10 ноября 1998 года   |
| В магазинчике Twin Bells начинают продавать карты удачи, исполняющие желания и очень похожие на карты Клоу. И неспроста - после небольшого расследования оказывается, что у кого-то из класса Сакуры действительно оказалась настоящая карта Клоу. | |                                     |                            |                       |
| 29 | Сакура и сладкий пирог «Сакура то амаи кукингу» (さくらのあまーいクッキング)                        | Sweet (Сахар)                       | —                          | 17 ноября 1998 года   |
| На уроке домоводства класс Сакуры печёт торты. Но почему-то у всех без исключения они получаются переслащенными. Сакура и Ли подозревают, что без магии тут не обошлось. | |                                     |                            |                       |
| 30 | Сакура и раненная карта «Сакура то кэга о сита кадо» (さくらとケガをしたカード)                     | Dash (Бег)                          | Fly, Watery, Wind          | 17 ноября 1998 года   |
| Рэй, девочка из старшей школы, приютила карту Dash, приняв её за необычного зверька, и в итоге начала ставить рекорды во всех соревнованиях по бегу. | |                                     |                            |                       |
| 31 | Сакура и безымянная книга «Сакура то намаэ но най хон» (さくらと名前のない本)                       | Big (Увеличение), Create (Создание) | Big, Fly                   | 1 декабря 1998 года   |
| Наоко покупает книгу, заканчивающуюся словами "А вы напишите продолжение" и пустыми страницами, и сочиняет собственную историю, которая в итоге разворачивается на улицах без её ведома. А в это же время вещи и животные начинают увеличиваться до огромных размеров. | |                                     |                            |                       |
| 32 | Сакура, Керо и Сяоран «Сакура то Кэро то Сяолан то» (さくらとケロと小狼と)                          | Change (Обмен)                      | Change                     | 1 декабря 1998 года   |
| Во время ловли карты Change Керо и Ли случайно меняются телами, а такой обмен можно проводить только раз в сутки. Понятное дело, что оба страшно недовольны своими новыми (хоть и временными) ролями. А тут ещё Сяоран в теле Керо куда-то пропадает... | |                                     |                            |                       |
| 33 | Сакура и холодный коток «Сакура то самуй айсускэто» (さくらのさむーいアイススケート)                | Freeze (Лёд)                        | Jump                       | 15 декабря 1998 года  |
| Класс Сакуры отправляется на каток. Но что-то там слишком холодно - до такой степени, что все присутствующие (кроме владеющих магией) вмерзают в глыбы льда. | |                                     |                            |                       |
| 34 | Сакура, Юкито и полуденная луна «Сакура то Юкито то хиро но цуки» (さくらと雪兎と昼の月)            | —                                   | —                          | 22 декабря 1998 года  |
| Сакура и Юкито участвуют в квесте. Мисс Мидзуки после того, как они разгадывают последнюю, десятую, загадку, предупреждает их по поводу полной луны. И, как оказалось, не зря. | |                                     |                            |                       |
| 35 | Сакура и великолепное Рождество «Сакура то сутэкина курисумасу» (さくらのすてきなクリスマス)        | Firey (Огонь)                       | Time, Sleep, Windy, Watery | 29 декабря 1998 года  |
| Наступает Рождество. Сакура, Томоё, Керо и Юкито (а попутно ещё и Ли с Мэйлин) отправляются в парк развлечений. Вскоре там же объявляется карта Firey - одна из сильнейших карт, запечатать которую нельзя просто так. | |                                     |                            |                       |

## Сезон 2
| 36 | Сакура и новый учебный год «Сакура то Юки но Сингакки» (さくらと雪の新学期)                              | Snow (Снег)               | Fire, Fly               | 6 апреля 1999 года  |
| Сакура идет в пятый класс. В первый день уроков нет, и дети идут играть в вышибалы. Начинается снег, который почти засыпает город Сакуры. | |                           |                         |                     |
| 37 | Сакура и пропавший голос Томоё «Саура то Киэта Томоё но Коэ» (さくらと消えた知世の声)                    | Voice (Голос)             | Song                    | 13 апреля 1999 года |
| Томоё должна спеть соло на концерте, но на репетиции её голос куда-то исчезает. | |                           |                         |                     |
| 38 | Сакура собирает клубнику «Сакура но Каносий Итиго Кари» (さくらの楽しいいちご狩り)                       | Lock (Замо́к)              | —                       | 20 апреля 1999 года |
| Сакура с классом едут на клубничную ферму. Там они должны насобирать клубники, а потом приготовить из неё вкусную выпечку. Но дверь в кулинарную мастерскую закрылась и открываться не хочет. | |                           |                         |                     |
| 39 | Сакура простудилась «Сакура но Фурафура Нэцуёби» (さくらのふらふら熱曜日)                                | Cloud (Туча)              | Fly, Mirror             | 27 апреля 1999 года |
| Сакура простудилась, у неё жар и кружится голова. Но карта Cloud не будет ждать, пока Сакура выздоровеет. | |                           |                         |                     |
| 40 | Сакура и Сакура из сна «Сакура то Юмэ но Нака но Сакура» (さくらと夢の中のさくら)                        | Dream (Сновидение)        | Time                    | 11 мая 1999 года    |
| Сакура, Томоё, Сяоран, Мэйлин и Керо веселятся в Токио. Но они не знают, что их повсюду преследует таинственная синяя бабочка, из-за которой во время подъёма на Токийскую телебашню Сакуру посещает видение будущего. | |                           |                         |                     |
| 41 | Сакура, Сяолан и Море песка «Сакура то Сяоран то Суна но Уми» (さくらと小狼と砂の海)                     | Sand (Песок)              | Fly, Windy, Watery      | 18 мая 1999 года    |
| Класс Сакуры должен поставить пьесу "Спящая красавица", причём Сакуре достаётся роль принца, а Сяорану - принцессы. Сакура и Сяоран решают отрепетировать свои роли до уроков в школе, но их прерывает песчаный вихрь. | |                           |                         |                     |
| 42 | Омрачённый спектакль Сакуры «Сакура но Маккура Гакугэйкай» (さくらのまっくら学芸会)                      | Dark (Тьма), Light (Свет) | Light                   | 25 мая 1999 года    |
| Спектакль "Спящая красавица", несмотря на некоторые возражения со стороны Сяорана, должен состояться. Всё идёт хорошо, но в кульминационный момент (сцена поцелуя) Сакура оказывается в кромешной тьме и не может никого найти. | |                           |                         |                     |
| 43 | Сакура прощается с Мэйлин «Сакура он Саёнара Мэйрин» (さくらのさよなら苺鈴)                              | Twin (Близнецы)           | Jump, Windy, Thunder    | 1 июня 1999 года    |
| Мэйлин по распоряжению своей матери должна вернуться в Гонконг. Сакура приглашает её ночевать к себе, и Мэйлин рассказывает ей, как заставила Сяорана пообещать, что в будущем они поженятся (но с одним условием: "помолвка" отменяется, если Сяоран полюбит кого-то другого). | |                           |                         |                     |
| 44 | Сакура, Керо и таинственная учительница «Сакура то Кэро то Фусигина Сэнсэй» (さくらとケロと不思議な先生) | —                         | —                       | 8 июня 1999 года    |
| Сакура в очередной раз видит сон о том, что находится на Токийской телебашне, но на этот раз она чётко видит, что там также присутствует мисс Мидзуки и странная крылатая фигура. После соревнования по стрельбе из лука Сакура застаёт Керо и мисс Мидзуки за разговором. | |                           |                         |                     |
| 45 | Сакура и Последняя Карта Клоу «Сакура то Сайго но Куро Кадо» (さくらと最後のクロウカード)                | Earthy (Земля)            | Fly, Jump, Watery, Wood | 15 июня 1999 года   |
| Последняя карта Клоу - Earthy, одна из сильнейших карт, но Сакуре удаётся с ней справиться. Но на этом испытания не заканчиваются: Керо обретает свою истинную форму, а Юкито превращается в Юэ - Последнего Судью. Объявив, что у карт может быть только один хозяин, а они разделены между Сакурой и Сяораном, Юэ вступает в поединок с Сяораном и побеждает его, так как собственная магия Сяорана бессильна против него. | |                           |                         |                     |
| 46 | Сакура и Последний Суд «Сакура то Сайго но Симпан» (さくらと最後の審判)                                  | —                         | —                       | 22 июня 1999 года   |
| Сакура вынуждена сразиться с Юэ, решив найти способ одолеть его, не навредив, и вначале использует карту Wood, но Юэ направляет действие карты против неё. Сакура узнаёт, что произойдёт, если карты Клоу не обретут хозяина: каждый человек забудет того, кого любит больше всех на свете, и её посещает видение о последствиях этого события. Мисс Мидзуки пробуждает Сакуру при помощи Лунного Колокола (после чего тот исчезает) и говорит, что его настоящее название - Колокол Второго Шанса. Сакура трансформирует свой жезл и побеждает Юэ, после чего ей является дух Клоу Рида, который объясняет, что отныне в жезле заключена "сила не Солнца, не Луны, а твоя, чистая сила Звёзд". | |                           |                         |                     |

## Сезон 3
| 47 | Сакура и Загадочный новичок «Сакура то Фусигина Тэнкосэй» (さくらと不思議な転校生)                   | —                                                                | 7 сентября 1999 года  |
| Спустя несколько месяцев после того, как была поймана последняя карта, в классе Сакуры появляется новый ученик, Эриол Хирогидзава, приехавший из Англии. В классе Тои тоже прибавление - девушка по имени Накуру Акидзуки. Вскоре в городе начинается непрекращающийся дождь, но это только начало: Сакуре не удаётся превратить свой новый ключ в жезл, чтобы разобраться с этим. | |                                                                  |                       |
| 48 | Сакура и Пробудившийся ключ «Сакура то Мэдзамэта Хоси но Каги» (さくらとめざめた星の鍵)              | Fire                                                             | 14 сентября 1999 года |
| Сакуре наконец удаётся пробудить новый ключ (вспомнив, что теперь он зависит от её собственной силы Звёзд), и она выясняет, что теперь ей нужно сделать все карты своими собственными, так как теперь она является их хозяйкой. Но это далеко не так просто, как кажется. | |                                                                  |                       |
| 49 | Сакура и Ужасное пианино «Сакура то Тикэн но Пиано» (さくらとキケンなピアノ)                         | Song                                                             | 21 сентября 1999 года |
| Эриол устраивает для Сакуры новое задание: заколдовывает пианино так, что оно оживает и бросается на Томоё после репетиции новой песни. Мало того, во время сражения с ним Сакура чувствует присутствие Клоу Рида. | |                                                                  |                       |
| 50 | Сакура, Сяолан и Невидимые нити «Сакура то Сяоран то Миэнай Ито» (さくらと小狼とみえない糸)          | Sword                                                            | 28 сентября 1999 года |
| Сакура полагает, что странные вещи, происходящие в последнее время, каким-то образом связаны с Клоу Ридом несмотря на то, что он давно умер. Тем же вечером Эриол (именно в этой серии раскрывается, что он является реинкарнацией Клоу Рида, а также существование Спинель Сана (Суппи) и то, что Накуру на самом деле подопечная Эриола Руби Мун) заставляет Сяорана напасть на Сакуру, манипулируя им как марионеткой. | |                                                                  |                       |
| 51 | Сакура и Гигантский плюшевый мишка «Сакура то Оокина Нуигуруми» (さくらと大きなぬいぐるみ)           | Jump, Sword, Fly                                                 | 5 октября 1999 года   |
| Эриол устраивает для Сакуры новое испытание, заколдовав сделанного ею плюшевого медведя, в результате чего тот вырастает до гигантских размеров. | |                                                                  |                       |
| 52 | Сакура и Овечки «Сакура то Хицудзи Тюйхо?!» (さくらのひつじ注意報?!)                                 | Erase, Power                                                     | 12 октября 1999 года  |
| Юэ тайно сообщает Керберосу, что его сила угасает ("Солнце излучает собственный свет, тогда как Луна питается чужим"), и если в ближайшее время решение не будет найдено, то Юэ - а вместе с ним и Юкито - просто исчезнет. Тоя, зная об этом, пытается предупредить Юкито, но ему мешает Накуру. А тем временем в парке появляется огромная яма, почему-то оказавшаяся полной игрушечных овец. | |                                                                  |                       |
| 53 | Сакура и Взбесившийся велосипед «Сакура то Паникку Дзитэнся» (さくらとパニック自転車)                | Windy, Loop, Dash, Sweet, Lock, Libra, Sand, Voice, Change, Wave | 19 октября 1999 года  |
| Сакура узнаёт, что карты Клоу, которые она ещё не успела сделать своими, медленно теряют силу, и необдуманно пытается трансформировать сразу несколько. Это ей почти удаётся, но, обессилев в результате этого порыва, она теряет контроль над картой Dash, и та сбегает, вселившись в велосипед Тои (который Эриол ещё до этого заколдовал). | |                                                                  |                       |
| 54 | Сакура и Памятный календарь «Сакура то Омойдэ но Карэнда» (さくらと思い出のカレンダー)               | Flower                                                           | 26 октября 1999 года  |
| Сакура помогает своему папе Фудзитаке и своему прадедушке (соответственно, деду её мамы Надесико и мамы Томоё Сономи, так как они были двоюродными сёстрами) уладить их давний конфликт, возникший из-за решения Надесико выйти замуж за Фудзитаку. | |                                                                  |                       |
| 55 | Сакура и Страна чудес «Сакура то Фусиги но Куни но Сакура» (さくらと不思議の国のさくら)              | Big, Little, Fly                                                 | 2 ноября 1999 года    |
| Читая книжку "Алиса в стране чудес", Сакура сама попадает в сказку и оказывается в роли Алисы, а всё её друзья становятся другими персонажами (Томоё - Шалтаем-Болтаем, Керберос - Червонной Королевой, Юкито - Белым Кроликом, Эриол - Чеширским Котом, Тоя - Шляпником, а Сяоран - Траляля и Труляля). | |                                                                  |                       |
| 56 | Сакура, Керо и Ярмарка сладостей «Сакура то Кэро но Окасина Дэай??» (さくらとケロのお菓子な出会い??) | Sleep                                                            | 9 ноября 1999 года    |
| В школе проводится ярмарка сладостей. Керо упрашивает Сакуру провести её на него, и та соглашается при условии, что он никому не покажется на глаза, предварительно принеся ему с ярмарки всего понемногу. Вскоре там же объявляется Суппи, и Керо пытается с ним подружиться, попутно едва не закормив его сладким. Вот только он не знал, что Суппи пьянеет от сладостей... | |                                                                  |                       |
| 57 | Сакура, Сяолан и Лифт «Сакура то Сяоран то Эребета» (さくらと小狼とエレベーター)                     | Float                                                            | 16 ноября 1999 года   |
| Сяоран понимает, что постепенно влюбляется в Сакуру, хотя та об этом даже не подозревает. В результате очередного магического испытания, во время которого Сяоран и Сакура застревают в лифте, они решают отныне называть друг друга по имени (до этого они использовали фамилии), признав, что стали близкими друзьями. | |                                                                  |                       |
| 58 | Сакура и двойная проблема «Сакура то Футари но Дай Пинти» (さくらと二人の大ピンチ)                   | Bubble, Shield                                                   | 30 ноября 1999 года   |
| Эриол накладывает на Юэ и Кербероса заклинание, в результате которого они не могут превратиться в Юкито и Керо. | |                                                                  |                       |
| 59 | Сакура, Томоё и ловушка «Сакура то Томоё то Бору но Вана» (さくらと知世とボールの罠)                 | Shadow                                                           | 7 декабря 1999 года   |
| Сакура становится всё сильнее (у неё всё меньше сил уходит на то, чтобы трансформировать карты), тогда как Юэ, наоборот, ослабевает. Юэ догадывается, кем на самом деле является Эриол, но тот в отместку стирает ему память, так как "ещё не время", и превращает школу в гигантский лабиринт (каждая дверь в котором ведёт в другую комнату после открытия), заманив туда Сакуру с помощью баскетбольного мяча. | |                                                                  |                       |
| 60 | Сакура и Настоящая дружба «Сакура то Тайсэцу но Отомодати» (さくらと大切なお友達)                    | Freeze                                                           | 14 декабря 1999 года  |
| Мэйлин на несколько дней приезжает в Томоэду после того, как Сяоран рассказывает ей, что влюбился в Сакуру. После сражения с заколдованными статуями пингвинов Мэйлин решает разорвать свою "помолвку" с Сяораном несмотря на то, что ей это совсем не в радость, и оставляет Сакуре письмо, в котором утверждает, что ей следует более внимательно отнестись к чувствам Сяорана. | |                                                                  |                       |
| 61 | Сакура, Карта и подарки «Сакура то Кадо то Пурэдзэнто» (さくらとカードとプレゼント)                  | Mist, Mirror, Arrow, Through, Twin, Earthy                       | 21 декабря 1999 года  |
| Керо почти уверен в том, что Тоя знает тайну Сакуры, хотя та утверждает, что "он бы посмеялся над ней", если бы это было так. Позднее Сакура использует карту Mirror, чтобы та помогла Тое выбрать рождественский подарок для Фудзитаки в её отсутствие. Тоя сразу же понимает, что перед ним не его сестра, но благодарит её за помощь Сакуре и делает ей подарок (ленту для волос, которая отобразилась даже на самой карте). | |                                                                  |                       |
| 62 | Сакура и Странное пророчество «Сакура то Фусигина Омикудзи» (さくらと不思議なおみくじ)               | Dream                                                            | 4 января 2000 года    |
| Во время новогоднего фестиваля Сакуре выпадает странное предсказание: "Ты найдёшь истину в первом новогоднем сне". И в самом деле, в новогоднюю ночь она видит во сне Эриола, Руби Мун и Спинеля Сан (но не понимает, кто это на самом деле). Мало того, во время этого сна она превращает карту Dream в свою. | |                                                                  |                       |
| 63 | Сакура и Большущие волны «Сакура то Пуру то Оокина Нами» (さくらとプールと大きな波)                  | Watery                                                           | 11 января 2000 года   |
| Сакура и её друзья отправляются в аквапарк. Эриол, который тоже присоединился, устраивает там шторм, и Сакуре, рискуя раскрыть свою тайну, приходится спасать Рику, которая едва не тонет. | |                                                                  |                       |
| 64 | Сакура и Вьюжные лыжи «Сакура то Фубуки но Сукий Кёсицу» (さくらと吹雪のスキー教室)                  | Time                                                             | 18 января 2000 года   |
| Класс Сакуры едет в горы, чтобы попрактиковаться в катании на лыжах. Но и тут Эриол начинает для неё магический тест, вызвав лавину, грозящую завалить дом, в котором находятся её одноклассники. Сакура решает остановить время при помощи карты Time, но теряет сознание (это одна из мощнейших карт, на контроль которой уходит много сил), и Эриол спасает её, попутно прекратив лавину. | |                                                                  |                       |
| 65 | Сакура, Юкито и Пропавшая сила «Сакура то Юкито то Киэюку» (さくらと雪兎と消えゆく力)                | Windy                                                            | 15 февраля 2000 года  |
| После того, как Юкито едва не исчезает во время устроенных Накуру съёмок фильма, Тоя решает отдать Юэ свою магическую силу, теряя вместе с этим способности видеть души умерших и чувствовать, когда Сакура в опасности, и тем самым спасает Юэ/Юкито от полного исчезновения. Сакура же узнаёт о том, что Тоя знал её тайну, а Керо объясняет, что её собственной магической силы не хватало, чтобы поддержать существование Юэ/Юкито. | |                                                                  |                       |
| 66 | Сакура и её Самый-самый «Сакура но Итибан Сукина Хито» (さくらの一番好きな人)                        | Maze, Illusion                                                   | 22 февраля 2000 года  |
| Сакура признаётся Юкито, что он ей очень нравится, но тот в ответ утверждает, что это чувство больше схоже с братской, чем с романтической любовью, и что она вскоре найдёт своего "самого-самого". В кульминационный момент Сакура вновь чувствует ауру Клоу Рида, "запирает" её при помощи карт Maze и Illusion и обнаруживает, что причиной возникновения этой ауры был Эриол. Тот частично стирает её память об этом и признаёт, что возможности Сакуры значительно выросли. | |                                                                  |                       |
| 67 | Сакура, Сяолан и Храм Цукиминэ «Сакура то Сяоран то Цукиминэ Дзиндзя» (さくらと小狼と月峰神社)       | Wood, Thunder, Glow                                              | 29 февраля 2000 года  |
| Во время прогулки в храм Цукиминэ Сакура и Сяоран сражаются с очередным "творением" Эриола - странной лошадью. В то же время Сяоран не может решить, стоит ли ему признаться Сакуре в любви. | |                                                                  |                       |
| 68 | Сакура и Прошлое Клоу Рида «Сакура то Како но Куро Ридо» (さくらと過去とクロウ·リード)               | Snow, Return                                                     | 7 марта 2000 года     |
| Сакура решает узнать, что будет, когда все карты будут трансформированы, и с помощью карты Return отправляется в прошлое, чтобы поговорить с Клоу Ридом. Тот соглашается ответить на её вопросы, но во время "путешествия" Сакура понимает, что дом Клоу Рида - тот самый, в котором в настоящем времени живёт Эриол. | |                                                                  |                       |
| 69 | Сакура и Возрождённый Клоу Рид «Сакура то Аварэта Куро Ридо» (さくらと現れたクロウ·リード)           | Cloud, Shot, Rain, Fight, Storm, Silent, Light, Dark             | 14 марта 2000 года    |
| Эриол раскрывает Сакуре, что он - реинкарнация Клоу Рида, и даёт ей последнее задание: трансформировать все оставшиеся карты и развеять темноту, которой он покрыл весь город. Сакуре почти удаётся выполнить первую часть задания, но карты Light и Dark, "вечная пара" (по отдельности их превратить нельзя, и только карта Light способна победить темноту), не поддаются. | |                                                                  |                       |
| 70 | Сакура и её Истинные чувства «Сакура то Хонто но Омой» (さくらと本当の想い)                          | Nameless                                                         | 21 марта 2000 года    |
| Перед тем, как уехать в Англию, Эриол объясняет Сакуре, что тайком устраивал для неё магические испытания, потому что считал, что она справится намного лучше, если не будет знать причину возникновения препятствий. Также выясняется, что мисс Мидзуки с самого начала знала, кто он такой (он и дал ей Лунный Колокол), и что Сяоран вынужден уехать в Гонконг. Сакура, понимая, что на самом деле любит Сяорана, ненамеренно создаёт карту без имени (подразумевается, что это карта Любви, поскольку на ней изображено коронованное крылатое сердце), и прощается с другом, надеясь, что они ещё увидятся. | |                                                                  |                       |